# Carine Atezambong

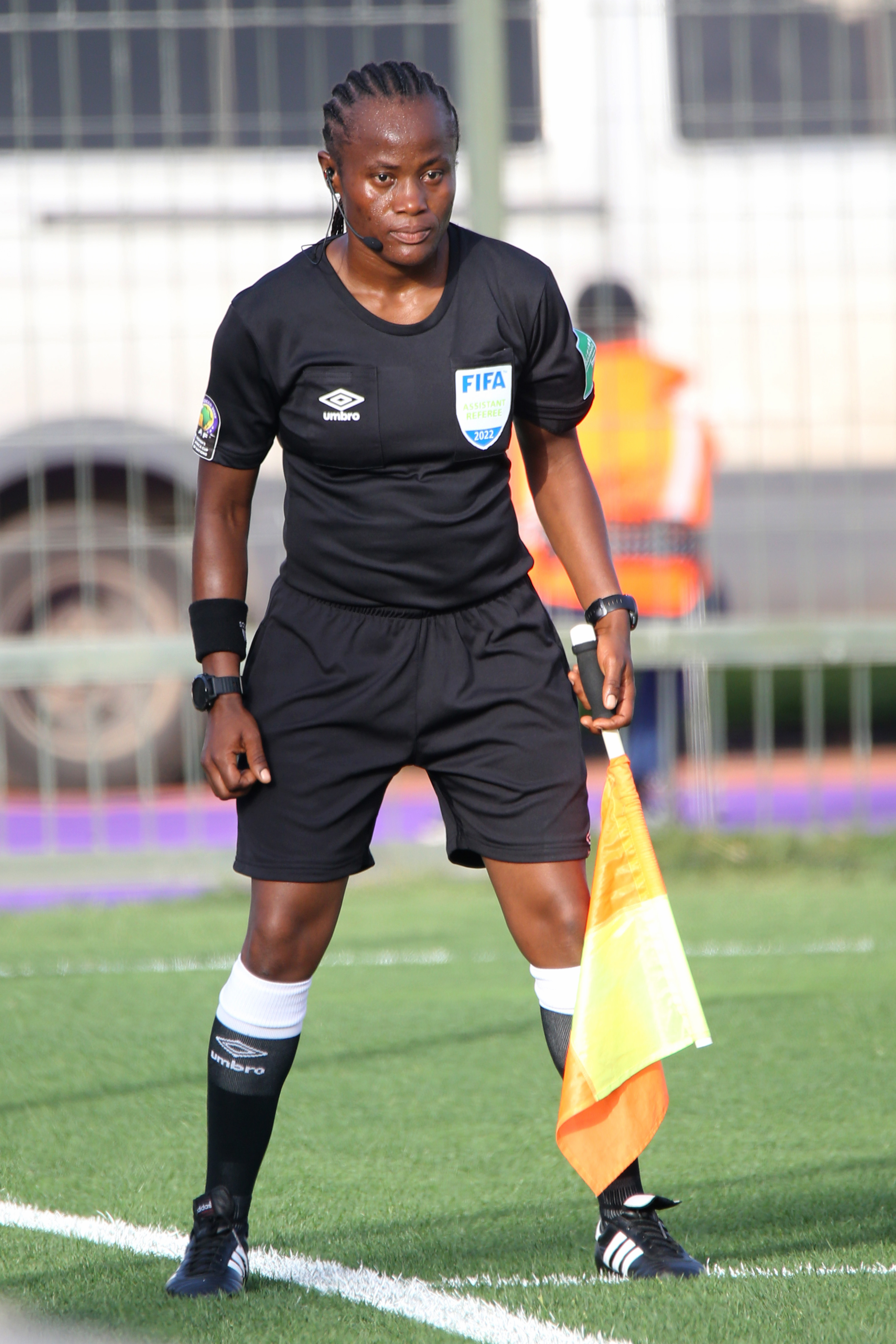
Carine Atezambong beim Afrika-Cup 2022

Carine Atezambong Fomo (* 7. Januar 1984) ist eine kamerunische Fußballschiedsrichterassistentin.
Nachdem Atezambong zunächst als Karateka und Judoka aktiv gewesen war, begann sie ihre Karriere als Schiedsrichterin. Seit 2014 steht Koné auf der Liste der FIFA-Schiedsrichter und leitet internationale Fußballpartien. Im selben Jahr wurde sie die einzige weibliche Schiedsrichterassistentin in der kamerunischen Première Division der Herren. Im Januar 2021 war Atezambong erstmals bei einem Spiel in der CAF Champions League der Männer im Einsatz.
Atezambong war unter anderem Schiedsrichterassistentin beim Afrika-Cup 2022 in Kamerun, bei der U-20-Weltmeisterschaft der Frauen 2022 in Costa Rica und bei der Afrikanischen Nationenmeisterschaft 2023 in Algerien. Zudem wurde Atezambong für die Weltmeisterschaft 2023 in Australien und Neuseeland nominiert. 
Atezambong ist Mutter von zwei Töchtern.